# Suburbicair bisdom Albano
Het bisdom Albano (Latijn: Dioecesis Albanensis, Italiaans: Sede suburbicaria di Albano) is een suburbicair bisdom nabij Rome. Het bisdom werd gesticht in de 4e eeuw. De oorspronkelijke zetel van dit bisdom was de Romeinse stad Alba Longa.  Heden te dage is dat het plaatsje Albano Laziale in Latium.
De huidige kardinaal-bisschop van Albano is Luis Antonio Tagle. Het dagelijks bestuur van het bisdom berust bij een andere bisschop, Vincenzo Viva. 

## Kardinaal-bisschoppen van Albano sinds de twintigste eeuw
| Periode episcopaat | Naam bisschop                          |
| ------------------ | -------------------------------------- |
| 1899-1915          | Antonio Agliardi                       |
| 1915-1948          | Gennaro Granito Pignatelli di Belmonte |
| 1948-1970          | Giuseppe Pizzardo                      |
| 1970-1971          | Krikor Bedros XV Agagianian            |
| 1972-1977          | Luigi Traglia                          |
| 1978-1993          | Francesco Carpino                      |
| 1994-2022          | Angelo Sodano                          |
| 2025               | Robert Prevost                         |
| 2025-heden         | Luis Antonio Tagle                     |

## Kardinaal-bisschoppen van Albano die paus werden
| Periode episcopaat | Naam bisschop                   | (latere) pausnaam     |
| ------------------ | ------------------------------- | --------------------- |
| ca. 1095-1100      | Teodorico                       | tegenpaus Theodoricus |
| 1149-1154          | Nicholas Breakspear             | paus Adrianus IV      |
| 1471-1476          | Rodrigo Lanzol-Borja y Borja    | paus Alexander VI     |
| 1544-1546          | Giovanni Pietro Carafa          | paus Paulus IV        |
| 1600-1602          | Alessandro Ottaviano de' Medici | paus Leo XI           |
| 2025               | Robert Prevost                  | paus Leo XIV          |

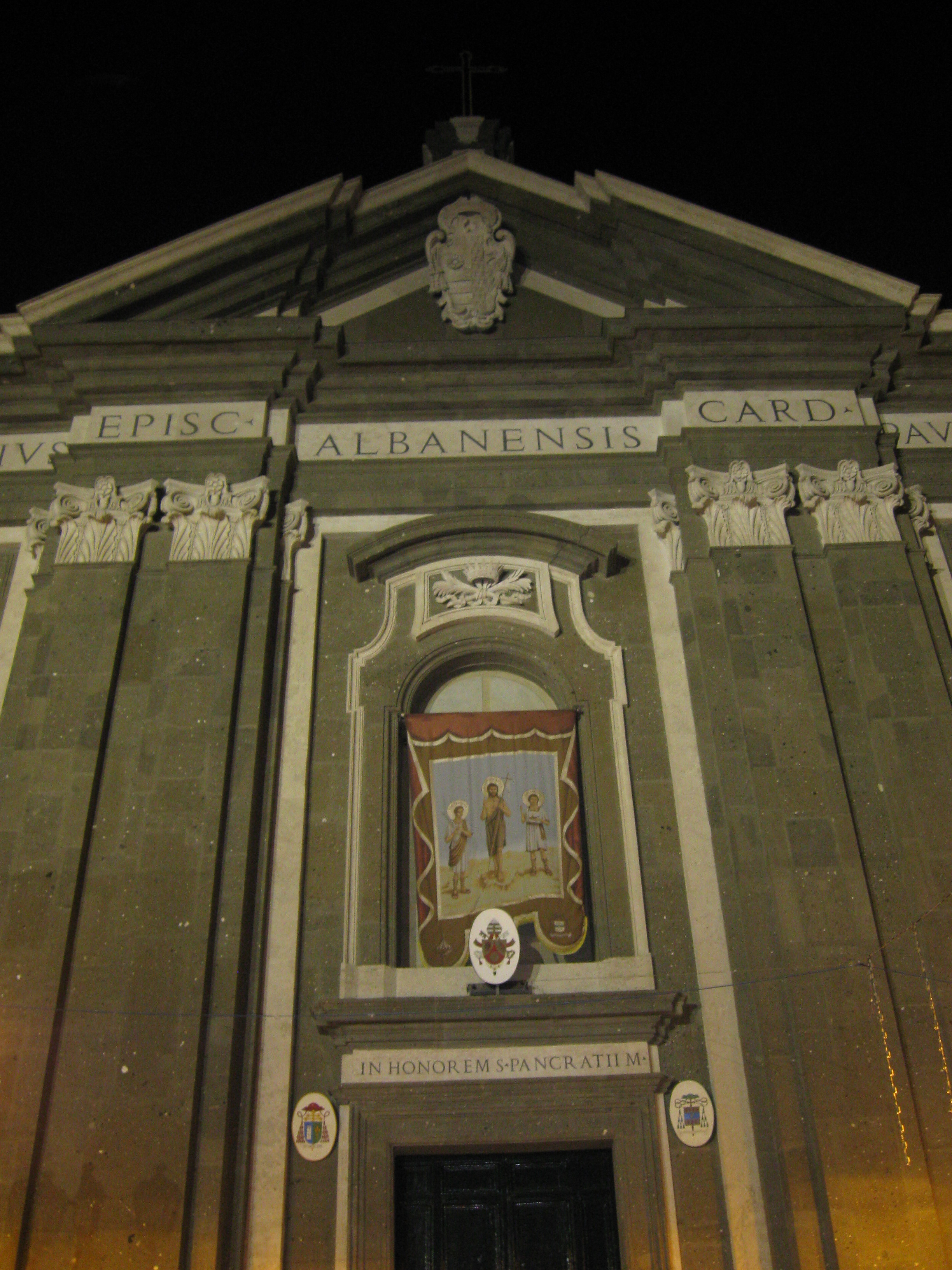
De kathedraal van San Pancrazio in Albano, zetel van het bisdom
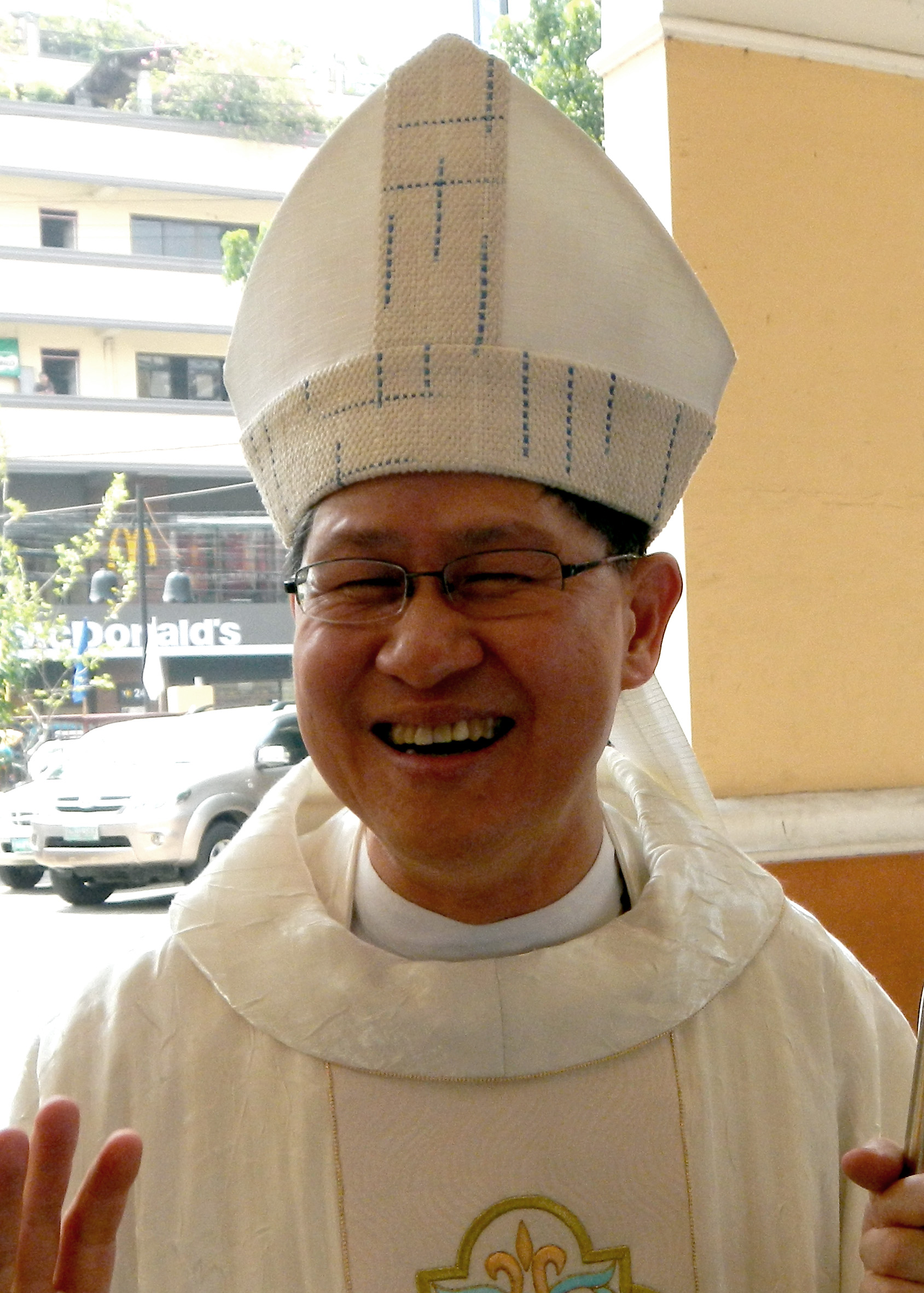
Kardinaal-bisschop Luis Antonio Tagle